# Wiaczesław Jermolin
Wiaczesław Jermolin (ros. Вячеслав Иванович Ермолин; zm. 25 grudnia 2016 nad Morzem Czarnym) – radziecki i rosyjski baletmistrz, reżyser w Chórze Aleksandrowa. 

## Nagrody i odznaczenia
Ludowy Artysta Federacji Rosyjskiej.